# Mas Roig (Palafolls)
El Mas Roig és una masia de Palafolls (Maresme) inclosa a l'Inventari del Patrimoni Arquitectònic de Catalunya. És una casa de teulada a dues aigües, situada a un petit pla sobre Santa Maria, molt a prop de Can Sureda i Can Mas. D'un sol cos, de la llargada de la façana on s'hi veu un finestral gòtic i pel portal rodó, molt senzill. Al davant, com és característic de la zona, hi ha una era rodona i un pou amb modificacions modernes.